# 祇園

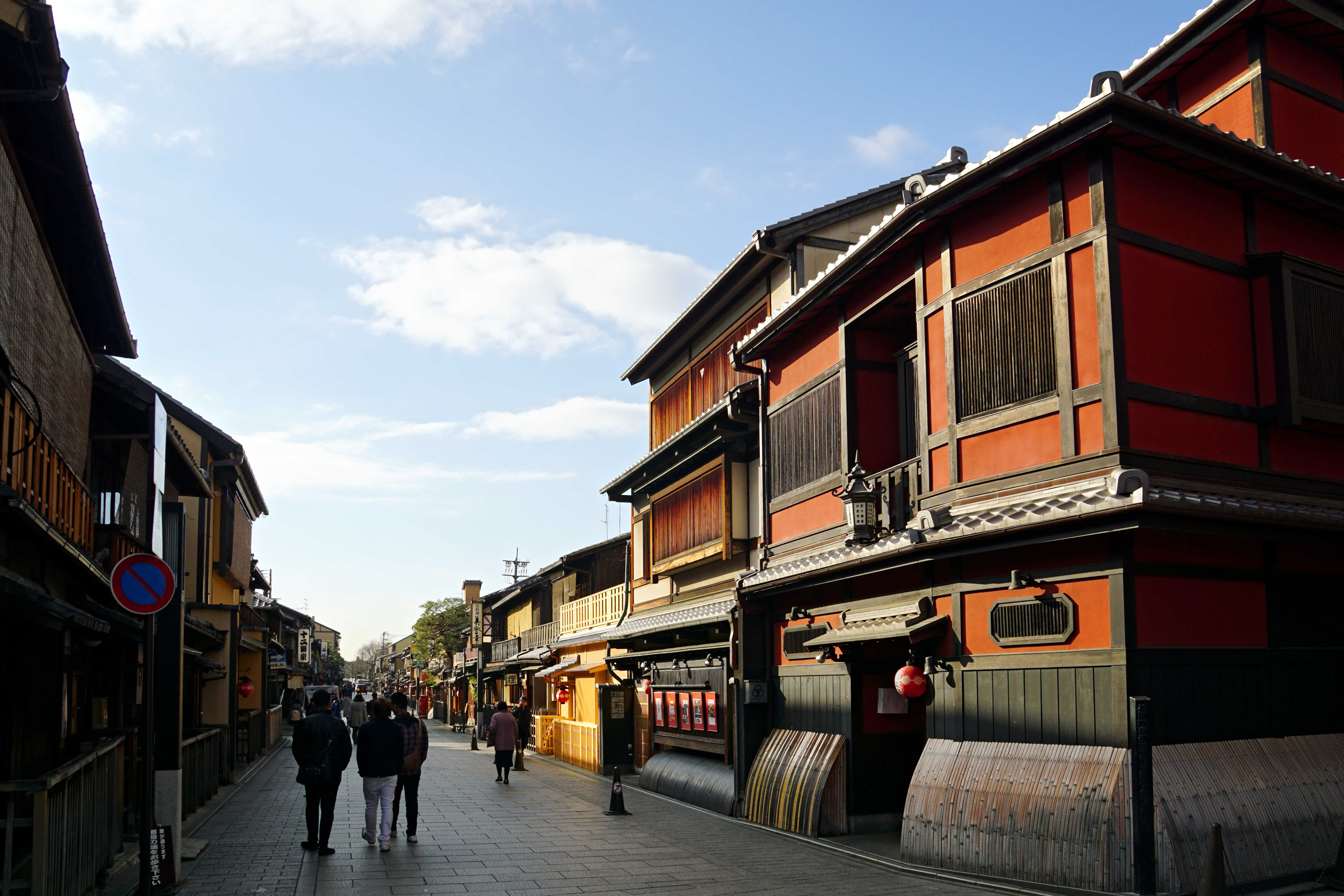
花見小路通

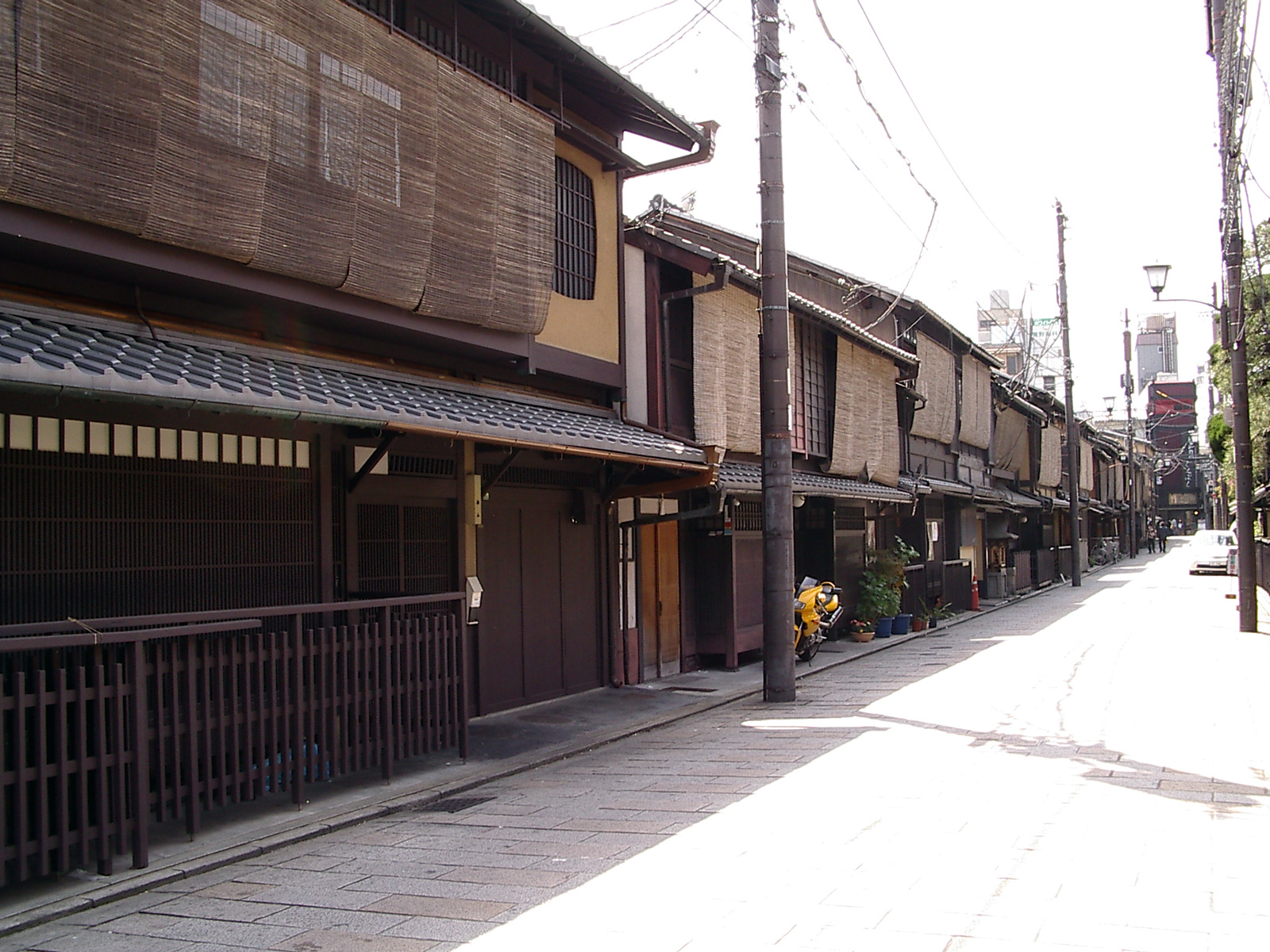
新橋通

祇園（ぎおん）は京都市東山区にある、京都の代表的な繁華街及び歓楽街。

## 概要
現在の八坂神社は明治以前は祇園社（ぎおんしゃ）と称し、鴨川一帯までの広大な境内地を保有していたため、この界隈のことを祇園と称する（「祇園」の語源については祇園精舎を参照）。その鳥居前町は元々は四条通に面していたが、明治以降に鴨川付近から東大路通・八坂神社までの四条通の南北に発展した。舞妓がいることでも有名な京都有数の花街であり、地区内には南座（歌舞伎劇場）、祇園甲部歌舞練場、祇園会館などがある。現在は茶屋、料亭のほかにバーも多く、昔のおもかげは薄らいだが、格子戸の続く家並みには往時の風雅と格調がしのばれる。北部の新橋通から白川沿いの地区は国の重要伝統的建造物群保存地区として選定、南部の花見小路を挟む一帯は京都市の歴史的景観保全修景地区に指定され、伝統ある町並みの保護と活用が進んでいる。また、鴨川を西に挟んだ対岸には三条通から四条通にかけて花街である先斗町があり、夏期頃には先斗町のお茶屋、料亭、各レストラン、バーが鴨川納涼床を設置し風流な光景が広がる。
また、四条通と東大路の交差点は「祇園」交差点である（しばしば「祇園石段下」とも言う）。交差点付近に京阪バスの祇園バス停留所がある。
もと山城国愛宕郡八坂郷八坂廻り、下京区八坂廻り（昭和4年（1929年）まで）。なお、名の由来となった祇園社（感神院）は祭神の牛頭天王が祇園精舎の守護神とされていたのでこの名になった。

## 町名
弥栄地区
弁財天町、元吉町、末吉町、清本町、橋本町、常盤町、富永町、廿一軒町、中之町、川端町、祇園町北側、祇園町南側、林下町、円山町、清井町

## 祇園新橋重要伝統的建造物群保存地区

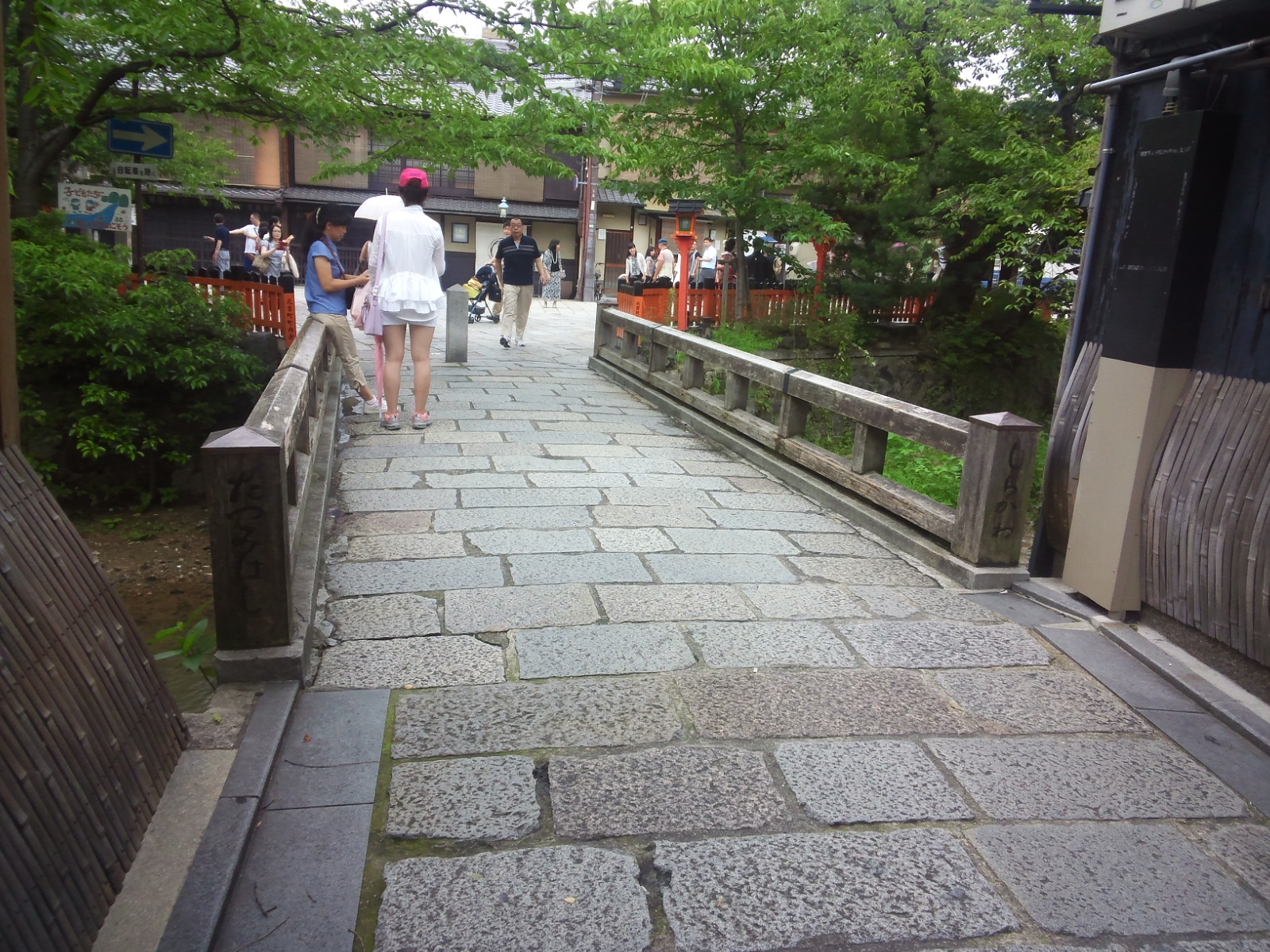
巽橋

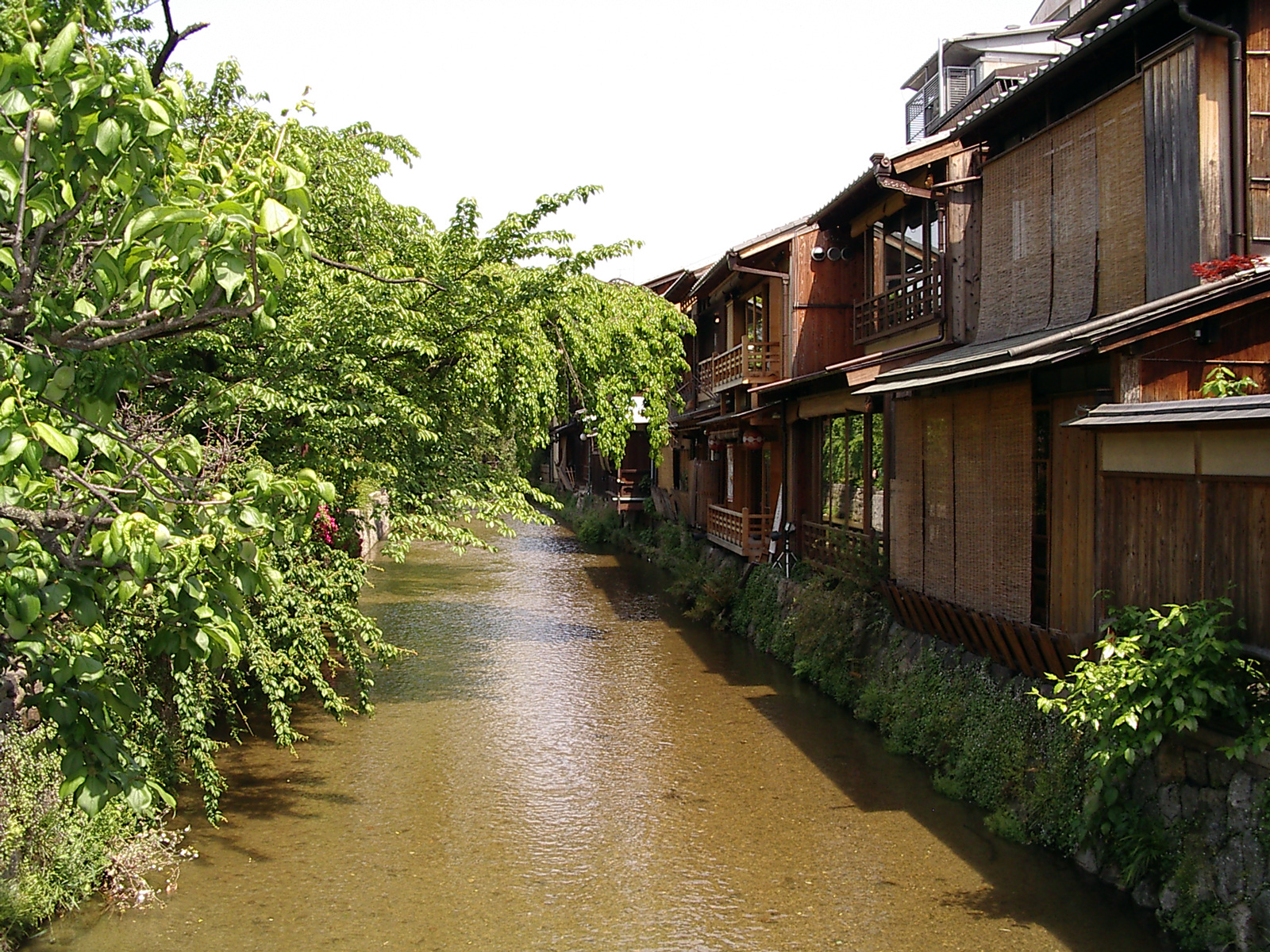
白川沿い

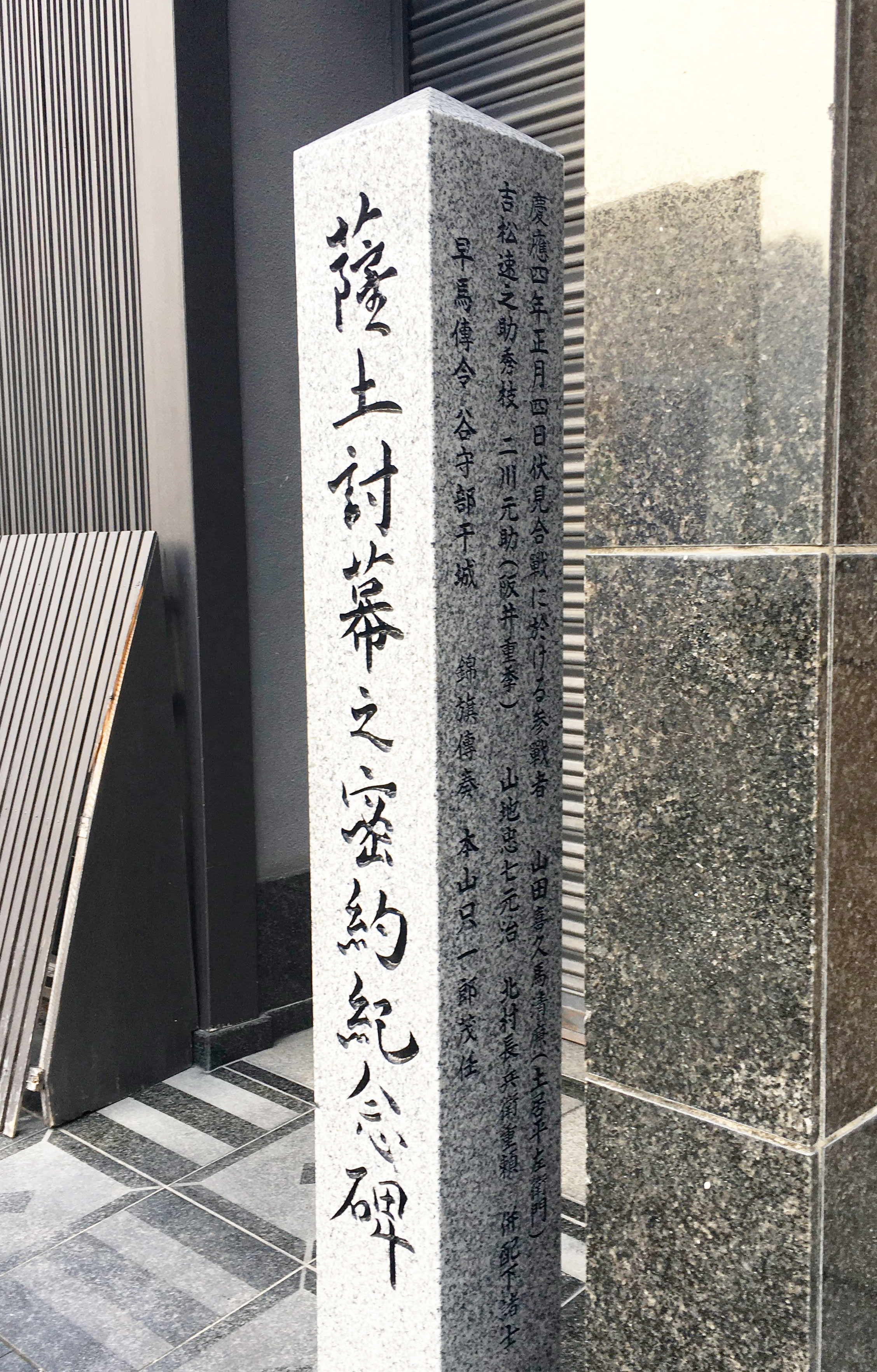
「薩土討幕之密約紀念碑」
題字・板垣退助玄孫髙岡功太郎揮毫
京都市東山区（祇園）切り通し

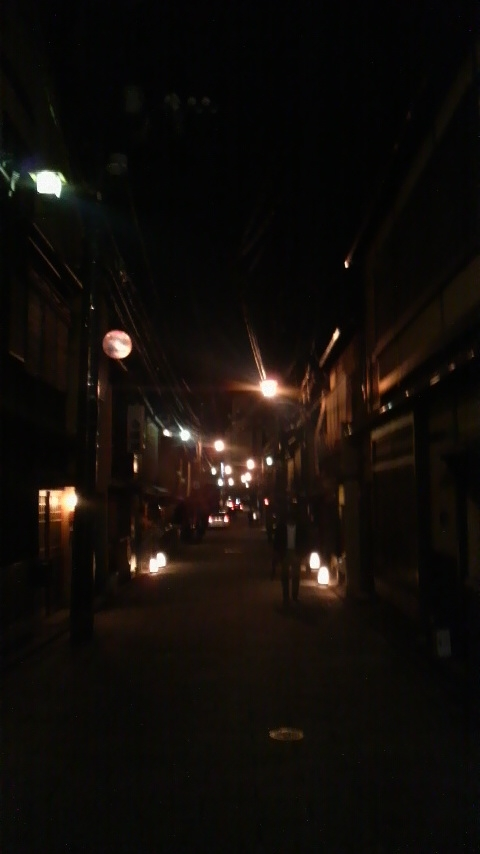
祇園の夜

### 景観
建物の外観や白川との位置関係から本2階建町家茶屋様式の建物が並ぶ新橋通に面する区域と、主に本2階建町家川端茶屋様式の建物が並ぶ白川沿いの区域に分けられる。

### 巽橋
巽橋は新橋通と四条通を結ぶ路地（切り通し）の起点にある白川に架かる橋長7.5m、幅員3.1mの鋼桁橋である。橋名は辰巳大明神（辰巳神社）に由来する。1829年（文政12年）に民費で木橋が建設され、後に土橋となり、1957年に石畳で舗装され木製の高欄をもつ鋼橋になった。なお、橋からさらに西側に吉井勇の歌碑がある。

## 水害
- 1935年（昭和10年）6月29日に発生した京都大水害では、濁水が祇園一帯にまで達して床下浸水を受ける家屋も生じた[6]。

## 祇園を舞台にした作品

### テレビドラマ
- だんだん （NHK）
- 京都祇園入り婿刑事事件簿（フジテレビ）
- 舞妓さんは名探偵!（テレビ朝日）
- 漱石悶々 夏目漱石最後の恋 京都祇園の二十九日間（NHK BSプレミアム）

### 小説
- 京都の芸者弁護士 – （和久峻三）
- 祇園舞妓小菊シリーズ、赤い霊柩車シリーズ、キャサリンシリーズ他 – （山村美紗）
- 少年舞妓・千代菊がゆく! – （奈波はるか）

### 歌謡曲
- 「祇園小唄」（戦前の流行歌）
- 「舞妓はん」（橋幸夫）
- 「ひとり囃子 -祇園祭より-」（小柳ルミ子）

## 関連項目

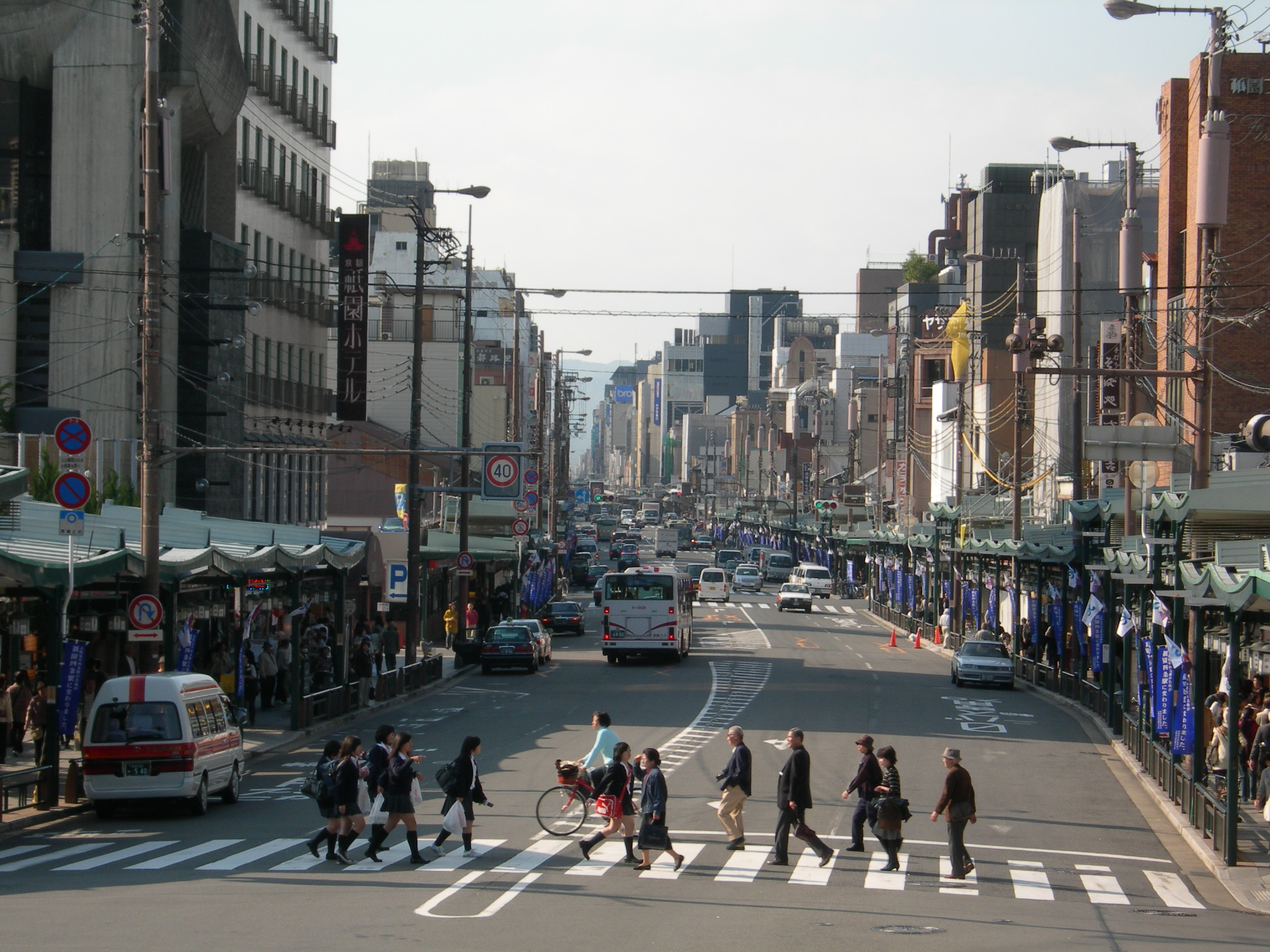
八坂神社側から望む祇園商店街
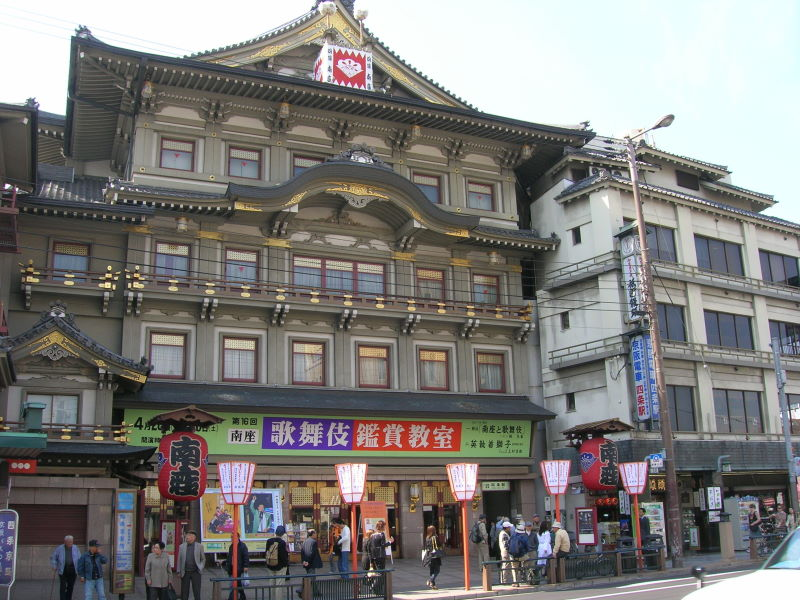
南座
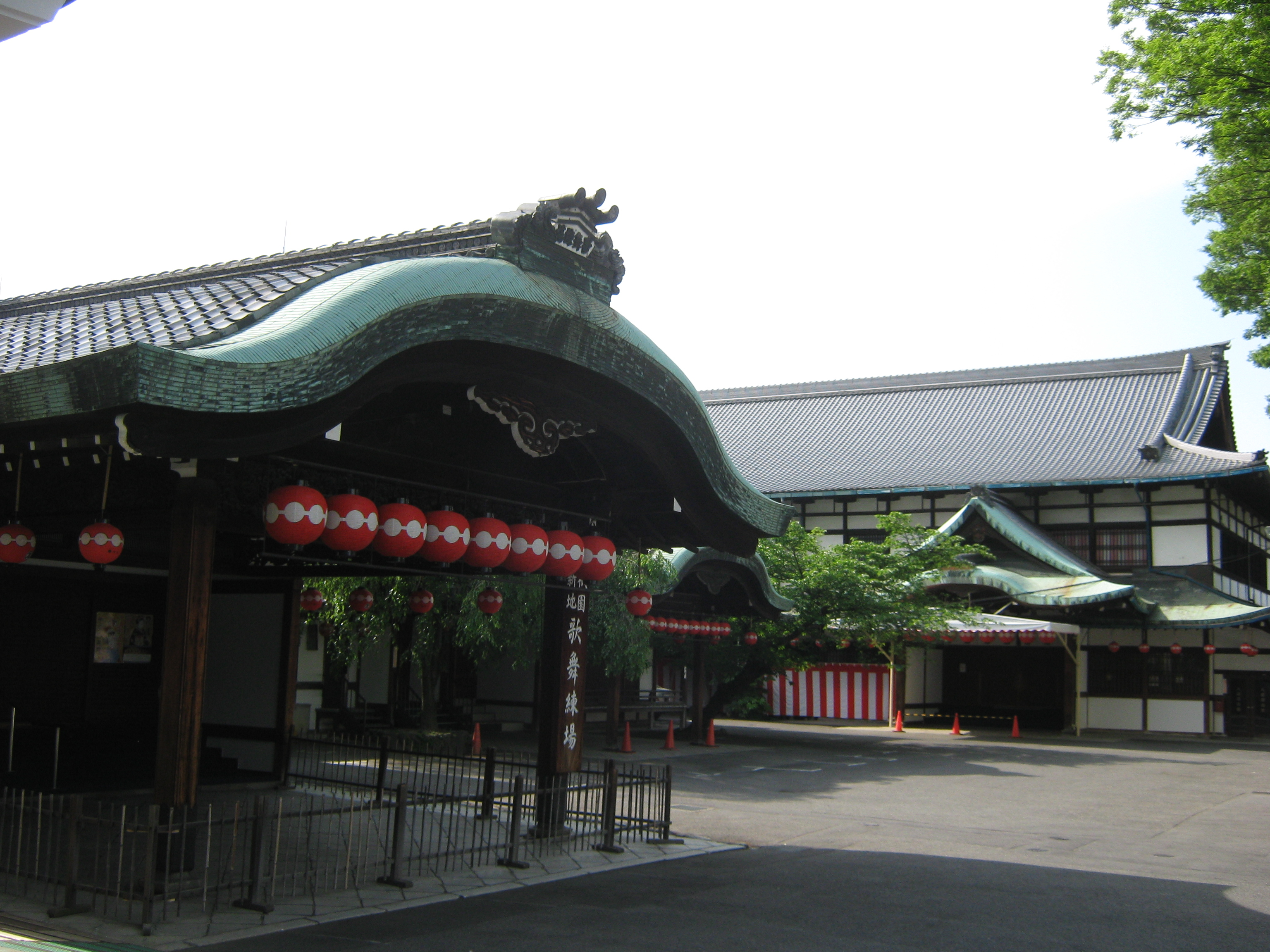
祇園甲部歌舞練場
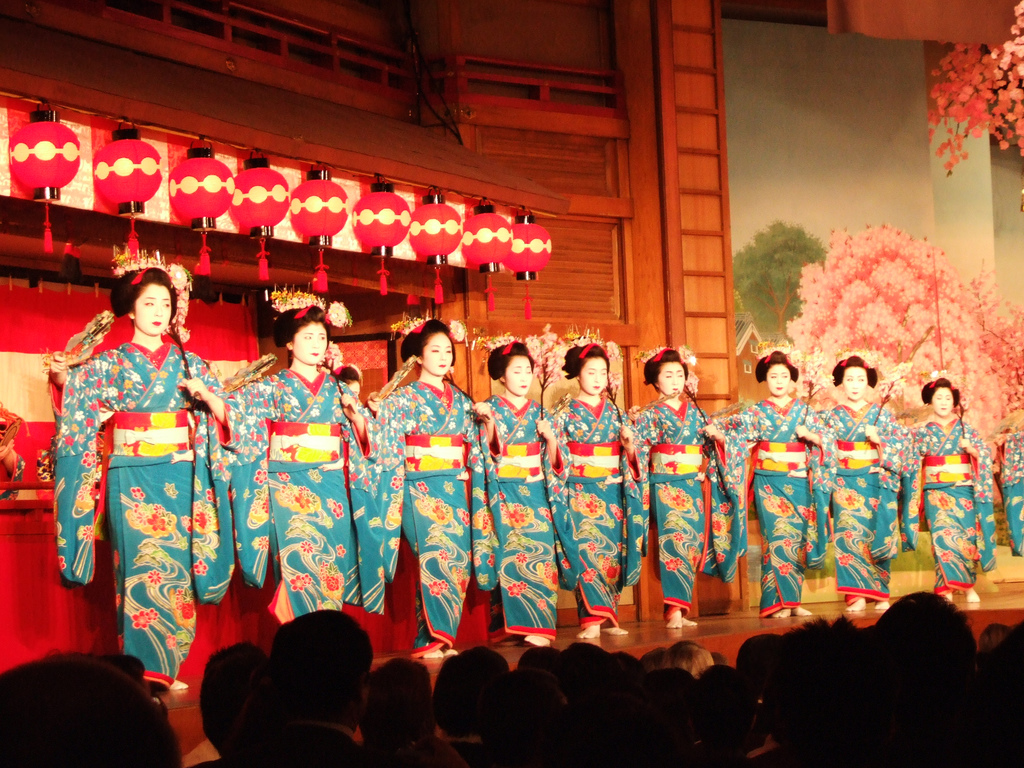
都をどり
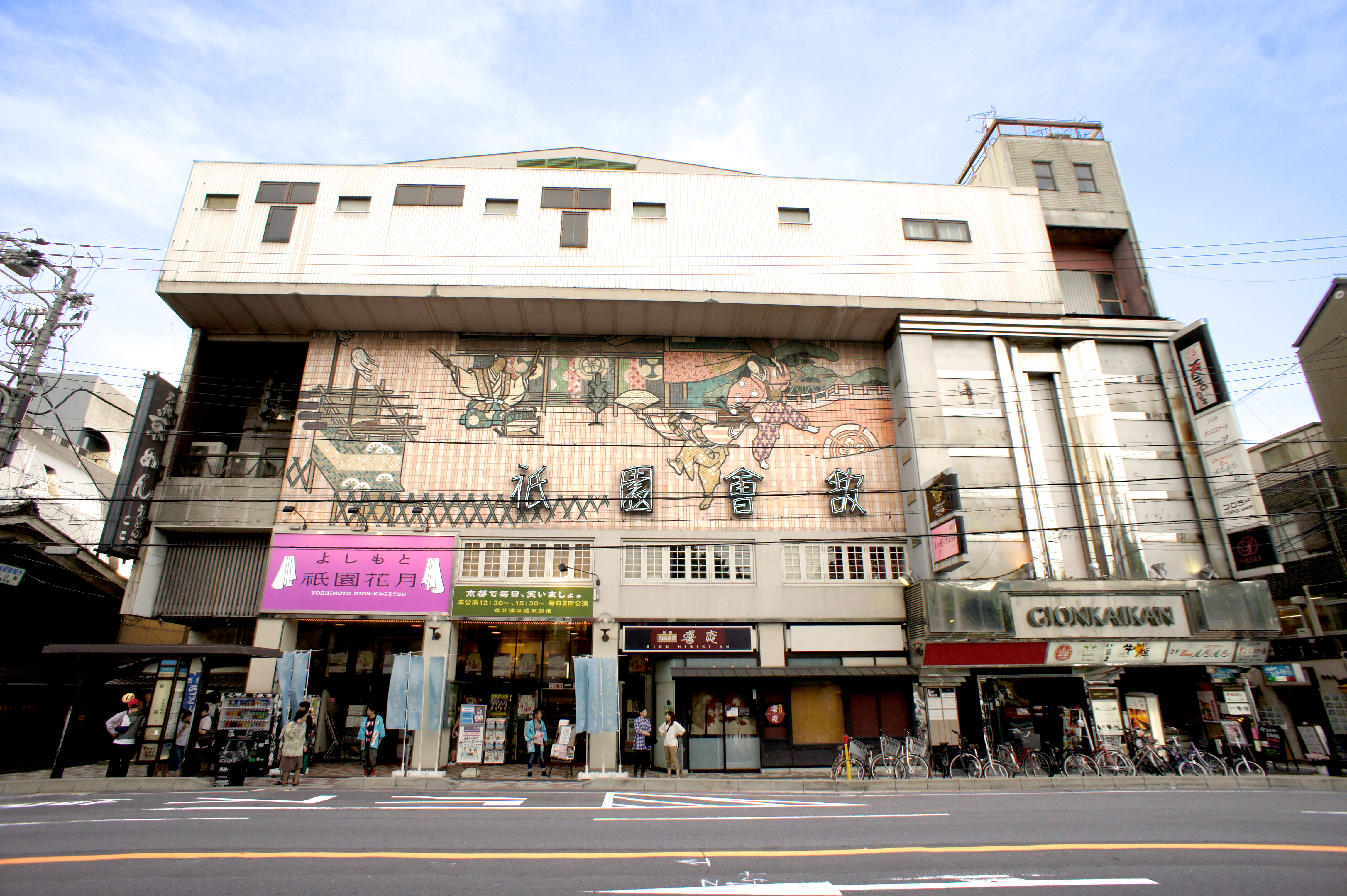
祇園会館
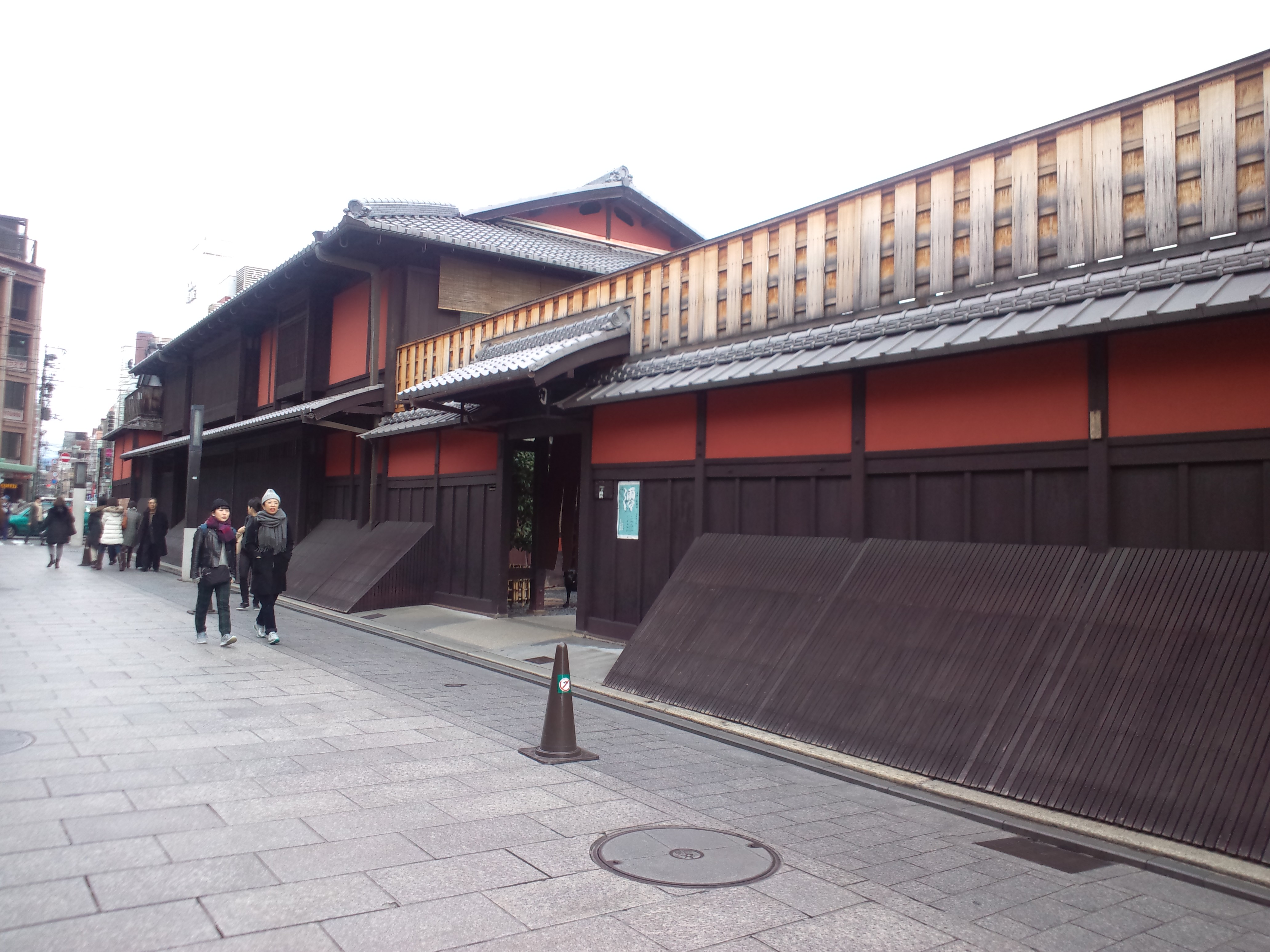
一力亭
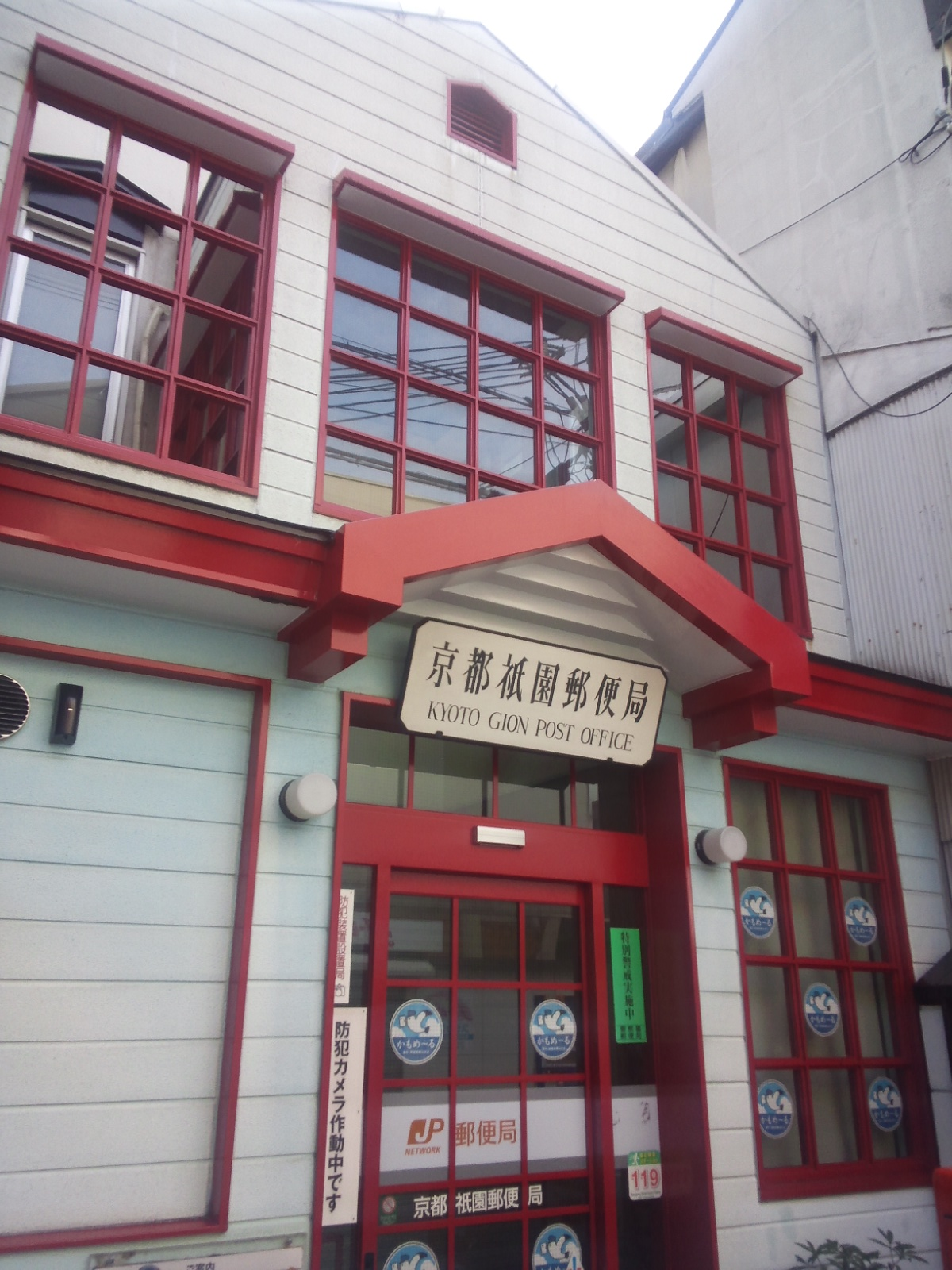
祇園郵便局
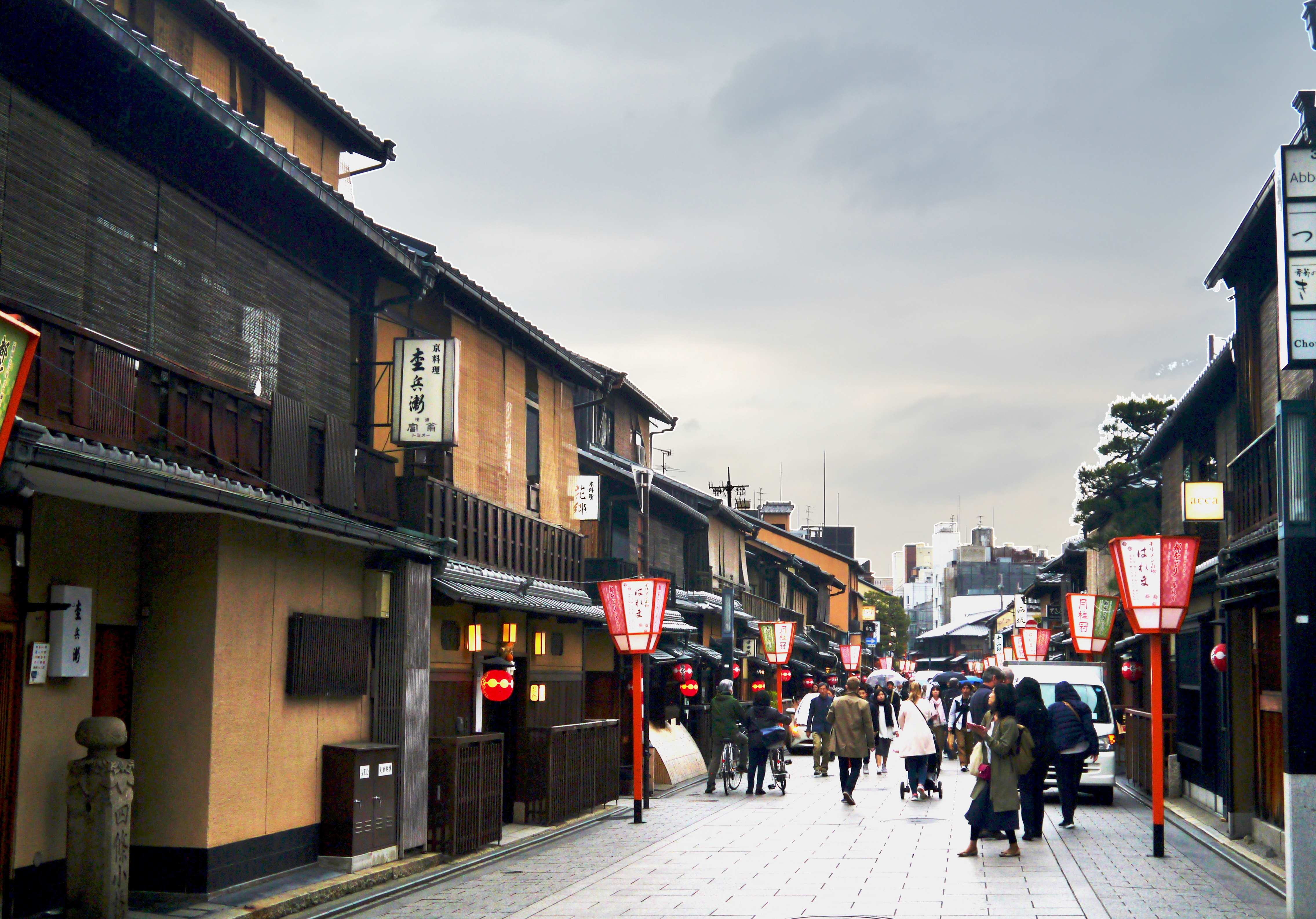
祇園
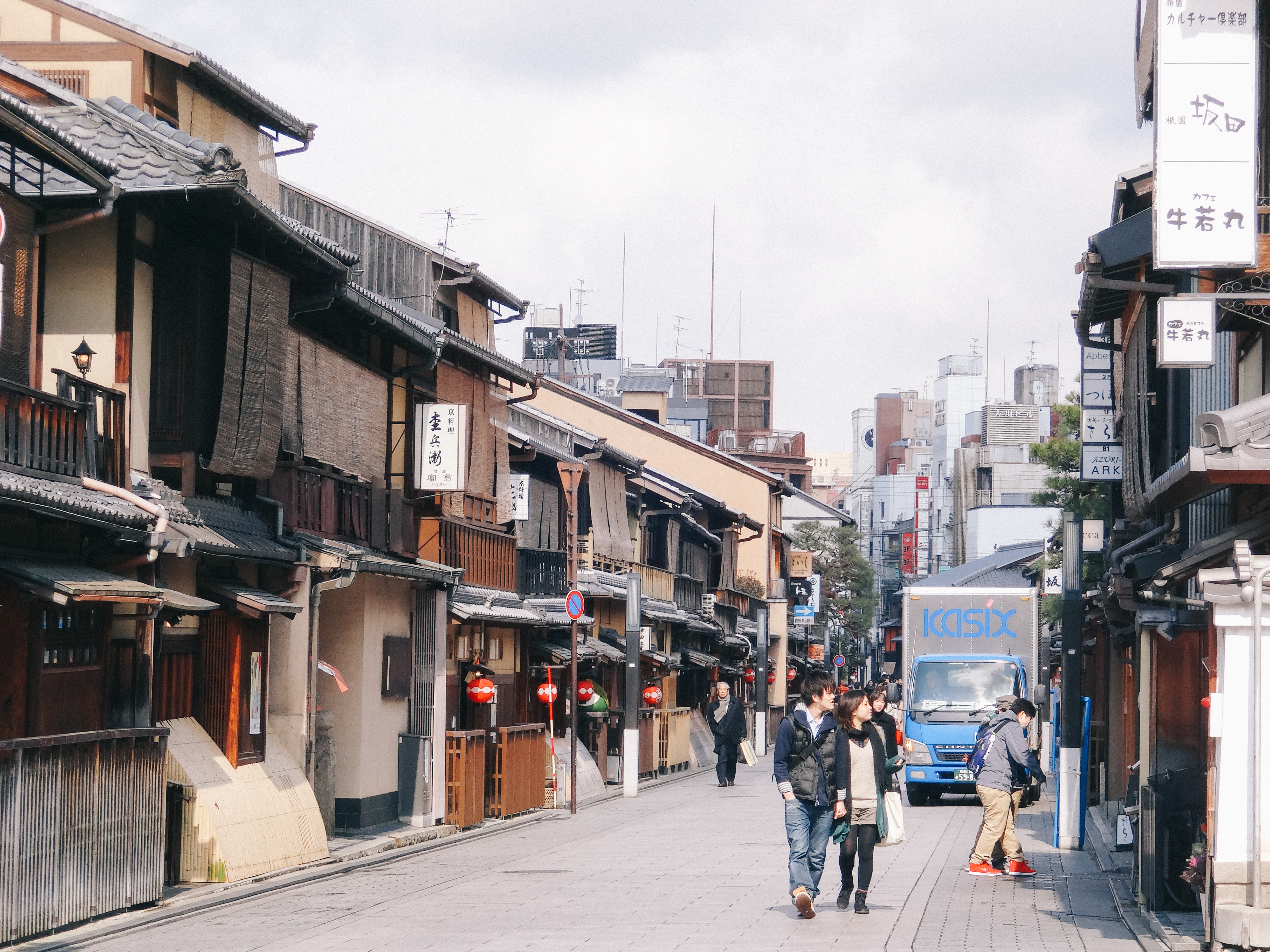
祇園

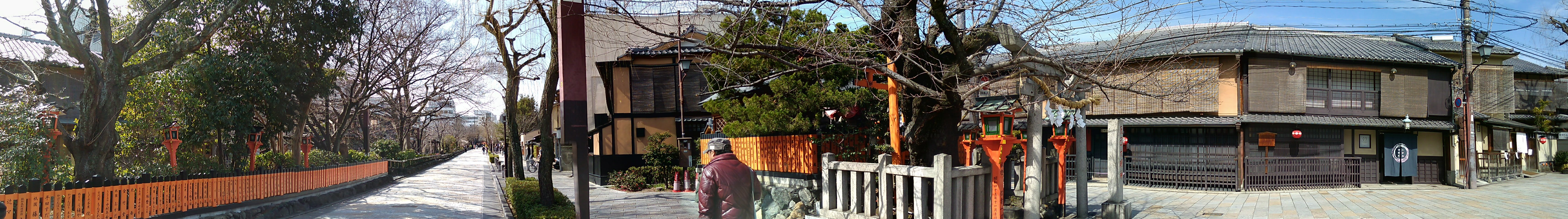
祇園新橋より望むパノラマ写真

### ゲーム
- 「龍が如く 見参!」（2008年）
- 「龍が如く 維新!」（2014年）